# Fliegerhorst
Fliegerhorst is de Duitse naam voor een grote luchtmachtbasis. De aanduiding ontstond kort voor de Tweede Wereldoorlog. Het was de aanduiding van een Duits militair vliegveld met de status van zelfstandig hoofdvliegveld met uitgebreide faciliteiten.
Na de Duitse inval in Nederland in mei 1940 begonnen de Duitsers met de opwaardering van een aantal Nederlandse vliegkampen en de aanleg van nieuwe vliegvelden. De belangrijkste van deze Duitse militaire vliegvelden werden Fliegerhorst genoemd en dienden voor de aanval op Groot-Brittannië en als eerste luchtverdedigingslinie voor Duitsland. Boven de Fliegerhorste stonden de twee 'Leithorste': Schiphol (noordelijke Nederlanden) en Gilze-Rijen (zuidelijke). Lagere klassen vliegvelden waren respectievelijk de Einsatzhäfen, Feldflugplätze en Landeplätze.
De Fliegerhorste bezaten meestal twee verharde banen, start- en landingsfaciliteiten zoals verlichting, vluchtleiding en bakens plus overdekte en verwarmde reparatiemogelijkheden en uitgebreide verdediging en huisvesting. Hun vliegtuigbezetting varieerde van 30 tot ruim 100 toestellen; hun personeelsbezetting varieerde van 2000 tot 3000 mensen. De Fliegerhorste bezaten meestal ook nevenvliegvelden en schijnvliegvelden en een eigen landbouwbedrijf plus vrijwel altijd een eigen spoorlijn voor de aanvoer van onder meer bouwstoffen, brandstoffen en personeel. De aanleg geschiedde door Nederlandse aannemers met overwegend vrijwillige Nederlandse arbeiders. Vanaf 1943-44 werden dwangarbeiders (onder hen Joden) ingezet voor bouw zowel als herstel van bomschade.

## DuitseFliegerhorstein Nederland
- Schiphol: uitbreiding van bestaand vliegveld; tevens Leithorst (leiding) van de noordelijke Nederlandse sector
- Vliegbasis Gilze-Rijen: uitbreiding van bestaand vliegveld; tevens Leithorst (leiding) van zuidelijke Nederlands sector
- Vliegbasis Deelen, grootste in Nederland in omvang en bezetting (3 banen): nieuwbouw naast eenvoudige grasbaan
- Vliegbasis Eindhoven: uitbreiding van bestaand vliegveld
- Havelte–Steenwijk: aanleg nieuwe basis. Wordt meestal als Flugplatz gezien maar wordt in verslagen soms ook Fliegerhorst genoemd. Maximaal 700 man bezetting, 1 verharde baan, later tweede in aanleg.
- Hilversum: uitbreiding van bestaand vliegveld
- Leeuwarden: uitbreiding van bestaand vliegveld
- Vliegbasis Soesterberg: uitbreiding van bestaand vliegveld
- Twente: uitbreiding van bestaand vliegveld
- Venlo: nieuwbouw vanuit eenvoudige landingsplaats
- Uden-Volkel: aanleg nieuwe basis
- Vliegbasis Woensdrecht: uitbreiding op "de Eendekooy"